# Heinrich III. (Mecklenburg)
Heinrich III., Herzog zu Mecklenburg, genannt der Hänger (* um 1337; † 24. April 1383 in Schwerin) war von 1379 bis zu seinem Tod regierender Herzog in Mecklenburg.

## Leben
Heinrich (III.) war der erste Sohn des mecklenburgischen Herzogs Albrechts II. und dessen Frau Eufemia, die eine Schwester des schwedischen Königs Magnus Eriksson war. In erster Ehe war er ab 1362 mit Ingeborg von Dänemark, Tochter Waldemars IV. von Dänemark, verheiratet und hatte mit ihr vier Kinder:
- Albrecht IV., Mitregent von 1383 bis 1388
- Euphemia, ab 1377 verheiratet mit Johann V. von Werle-Güstrow
- Maria, Mutter des Königs Erik VII., verheiratet mit Herzog Wartislaw VII. von Pommern
- Ingeborg, ab 1398 Äbtissin im Klarissenkloster Ribnitz

Am 26. Februar 1377 ging der Herzog eine zweite Ehe mit Mechthild von Werle-Waren ein, einer Tochter Bernhards II. von Werle. Diese Verbindung blieb aber kinderlos.
Er und sein jüngerer Bruder Magnus übernahmen nach dem Tod des Vaters gemeinsam die Regierungsgeschäfte im Herzogtum. Heinrich spezialisierte sich auf die Verfolgung und Tötung von Raubrittern. Seine schnelle Selbstjustiz durch das Erhängen der Raubritter trug ihm den Beinamen „der Hänger“ ein.
Nach einem Unfall auf einem Turnier in Wismar starb Heinrich III. auf seinem Schloss in Schwerin und wurde im Doberaner Münster begraben. Anschließend übernahm sein Bruder Magnus I. bis 1384 kurzzeitig gemeinsam mit Heinrichs Sohn Albrecht IV. die Regierung im Herzogtum.